# Croton stenopetalus
Croton stenopetalus är en törelväxtart som beskrevs av Grady Linder Webster. Croton stenopetalus ingår i släktet Croton och familjen törelväxter. Inga underarter finns listade i Catalogue of Life.